# (7991) Kaguyahime
(7991) Kaguyahime es un asteroide perteneciente al cinturón de asteroides descubierto el 30 de octubre de 1981 por Hiroki Kosai y su compañero astrónomo Kiichirō Furukawa desde el Observatorio Kiso, Monte Ontake, Japón.

## Designación y nombre
Designado provisionalmente como 1981 UT7. Fue nombrado en honor al personaje femenino principal del antiguo romance japonés Taketorimonogatari.

## Características orbitales
Kaguyahime está situado a una distancia media del Sol de 3,148 ua, pudiendo alejarse hasta 3,743 ua y acercarse hasta 2,554 ua. Su excentricidad es 0,189 y la inclinación orbital 1,742 grados. Emplea 2040,56 días en completar una órbita alrededor del Sol.
Los próximos acercamientos a la órbita de Júpiter ocurrirán el 8 de noviembre de 2028, el 17 de abril de 2039 y el 10 de septiembre de 2049.
Pertenece a la familia de asteroides de (24) Themis.

## Características físicas
La magnitud absoluta de Kaguyahime es 12,82. Tiene 13,566 km de diámetro y su albedo se estima en 0,096. 